# Jean Lartigue
Jean Julien Pierre Lartigue (Marseille, 26 juillet 1886 - Rochefort, 22 juin 1940) est un officier général de la Marine française. 

## Biographie
Il sort de l’École navale en 1906 et sert en 1909 sur la canonnière Olry sur le Yangzi Jiang dont il entreprend, avec succès, la difficile descente sur plus de 3 000 km de Tchoung-King à la mer. 
Second du Doudart de Lagrée (1910), il effectue des levés hydrographiques sur le Yangzi Jiang et rencontre Victor Segalen à Tchoung-King. En 1913, Segalen et Auguste Gilbert de Voisins l'engagent comme interprète de chinois dans leur mission archéologique et géographique en Chine. Il est alors spécialement chargé de la reconnaissance du cours supérieur du Yangzi entre Likiang et Batang au Tibet. 
Les trois hommes partent ainsi de Pékin le 1er février 1914, fouillent les tombeaux impériaux de la vallée de la Weï, parcourent les Tsin-Ling et descendent le Kia-Ling. Ils sont accueillis à Chengdu au Sichuan par le consul Pierre-Rémi Bons d'Anty. 
À Tatsien-Lou, Lartigue se prépare à continuer seul jusqu'au Tibet mais doit renoncer en raison de l'importante insécurité de la région. Les voyageurs gagnent alors Ning-Yuan-Fou mais, apprenant que la guerre vient d'éclater en Europe, décident de rejoindre Hanoï en traversant le Yunnan. 
En 1920, détaché au musée Guimet, l'Académie des inscriptions le charge de la publication des recherches archéologiques de la mission Segalen-de Voisins. 
Préfacier du journal de route de Segalen Équipée (1929), il est nommé directeur des forces aériennes maritimes au Ministère de l'Air en 1931. En juillet 1938, le capitaine de vaisseau Lartigue est nommé à la direction technique et industrielle et négocie aux États-Unis l'achat d'appareils pour l'aviation embarquée.
Contre-amiral, chef du service de l'aéronautique navale (1939), il est tué lors d'un bombardement de la base aéronavale de Rochefort le 22 juin 1940. Une stèle est élevée à sa mémoire depuis 1957.
Il est l'un des treize officiers généraux français morts pour la France  au cours des opérations de mai-juin 1940.

## Décorations
- Commandeur de la Légion d'honneur[2]
- Croix de guerre 1914–1918 (2 citations)
- Médaille commémorative de la guerre 1914–1918
- Médaille interalliée de la Victoire
- Médaille commémorative de Syrie-Cilicie
- Croix de guerre

## Œuvres
- A l'école du réel, notes (Flandres, 1914-1915), 1920
- Mission archéologique en Chine (1914), avec Segalen et de Voisins, 1923-1924